# Pay-per-View
Pay-per-View [ˌpeɪpəˈvjuː] (englisch für Bezahlung pro Betrachtung) ist ein Bezahlmodell für  Bezahlfernsehen bzw. Video-on-Demand-Angebote. Der Zuschauer zahlt dabei nur für tatsächlich gesehene Sendungen, die zum angegebenen oder gewünschten Termin „freigeschaltet“ (decodiert) werden. Typische Pay-per-View-Angebote sind Spielfilme, Erotikfilme, Sport (z. B. Fußball, Wrestling) oder Konzerte.

## Geschichte
Pay-per-View (PPV) gab es bereits im Zeitalter der analogen Fernsehübertragung. Es hat sich allerdings kaum durchsetzen können, außer bei Erotikinhalten in den USA.
Erst durch die Einführung der digitalen TV-Übertragung konnten zwei Hauptprobleme aus der analogen PPV-Geschichte behoben werden:
Die Anzahl der TV-Kanäle kann dynamisch erhöht und die Kapazität muss nicht durch Staffelung gemanagt werden, da PPV allen Digital-TV-Kunden zugänglich ist.
Das PPV-Angebot war zunächst nur für Kunden von Pay-TV-Sendern zugänglich. Es wurde als zusätzliches Angebot, neben dem normalen Pay-TV-Sendungen angeboten.
Mittlerweile sind, außerhalb Deutschlands, viele PPV-Angebote auch ohne aktives Pay-TV-Abo nutzbar. Jedoch ist eine vorherige Anmeldung beim Anbieter der PPV-Inhalte nötig, um die Abrechnung der abgerufenen Inhalte durchführen zu können.

## Voraussetzungen
Aktuelle PPV-Angebote setzen üblicherweise Folgendes voraus:
- Digital-TV-Receiver zum Empfang von Fernsehinhalten (per Kabelanschluss oder Satellit).
- Eine beim PPV-Anbieter registrierte SmartCard zur Freigabe (Entschlüsselung, Decodierung) der TV-Inhalte

## Technik / Verfahrensweise
Die PPV-Anbieter strahlen ihre Inhalte permanent aus. Die verschiedenen Inhalte werden, wie im normalen TV-Programm auch, hintereinander ausgestrahlt, jedoch in verschlüsselter Form. Erst wenn der Endkunde einen PPV-Inhalt, beispielsweise einen Spielfilm, beim Anbieter freischaltet, wird der Inhalt entschlüsselt und somit sichtbar. Die Freischaltung löst die Entschlüsselung der Daten für einen bestimmten Zeitraum aus. PPV ist ein Einzelabruf-Verfahren.

## Bestellwege
Um einen gewünschten PPV-Event sehen zu können, muss zuvor eine Freischaltung beim Anbieter des PPV-Dienstes stattfinden.
Für diese Freischaltung werden dem Kunden u. a. die folgenden Wege angeboten:
On-Screen
Der Endkunde kann direkt über das Menü seiner Set-Top-Box, welches auf seinem TV angezeigt wird, das gewünschte Event auswählen und freischalten
Internet / WAP
Der Endkunde wählt auf der Internet- oder WAP-Seite des Anbieters das gewünschte Event aus und bestellt dieses auf Knopfdruck
SMS
Der Endkunde kann ebenfalls durch das Senden von einer Kurzmitteilung eine Bestellung auslösen
IVR (Interactive Voice Request)
Der Endkunde wird am Telefon durch ein automatisches Dialogsystem geführt, in dem er die Bestellung wahlweise per Sprache oder Tastatur eingeben kann.
Die gewöhnlichen Parameter, die der Endkunde für eine Bestellung benötigt, sind:
- SmartCard- oder Kundennummer
- PIN
- Event-Informationen: Bestellnummer und Uhrzeit oder direkte Auswahl des Events.

Je nach Bestellweg fallen einige Parameter weg. Zum Beispiel muss bei einer On-Screen-Bestellung die SmartCard- bzw. Kundennummer nicht durch den Endkunden eingegeben werden, da diese dem bestellungsauslösenden Endgerät bekannt ist (die SmartCard ist im Kartenschacht eingesteckt).